# Atletica leggera ai Giochi della XX Olimpiade - Marcia 20 km
La prova di marcia 20 km ha fatto parte del programma maschile di atletica leggera ai Giochi della XX Olimpiade. La competizione si è svolta il 31 agosto 1972 nella città di Monaco di Baviera, con arrivo nello Stadio olimpico.

## Presenze ed assenze dei campioni in carica
| Competizione         | Atleta              | Prestazione | Monaco 1972 |
| -------------------- | ------------------- | ----------- | ----------- |
| Olimpiadi 1968       | Vladimir Golubničij | 1h33'58"4   | Presente    |
| Coppa del mondo 1970 | Hans-Georg Reimann  | 1h26'55"    | Presente    |
| Panamericani 1971    | Goetz Klopfer       | 1h37'30"    | Presente    |
| Europei 1971         | Nikolaj Smaga       | 1h27'20"    | Presente    |

## Ordine d'arrivo
| Pos.    | Atleta               | Nazione          | Tempo     |
| ------- | -------------------- | ---------------- | --------- |
| Oro     | Peter Frenkel        | Germania Est     | 1:26'42"4 |
| Argento | Vladimir Golubničij  | Unione Sovietica | 1:26'55"2 |
| Bronzo  | Hans-Georg Reimann   | Germania Est     | 1:27'16"6 |
| 4       | Gerhard Sperling     | Germania Est     | 1:27'55"0 |
| 5       | Nikolaj Smaga        | Unione Sovietica | 1:28'16"6 |
| 6       | Paul Nihill          | Gran Bretagna    | 1:28'44"4 |
| 7       | Jan Ornoch           | Polonia          | 1:32'01"6 |
| 8       | Vittorio Visini      | Italia           | 1:32'30"0 |
| 9       | José Oliveros        | Messico          | 1:32'40"6 |
| 10      | Larry Young          | Stati Uniti      | 1:32'53"4 |
| 11      | Jan Rolstad          | Norvegia         | 1:33'03"2 |
| 12      | Pedro Aroche         | Messico          | 1:33'05"0 |
| 13      | Heinz Mayr           | Germania Ovest   | 1:33'13"8 |
| 14      | Phil Embleton        | Gran Bretagna    | 1:33'22"2 |
| 15      | Thomas Robert Dooley | Stati Uniti      | 1:34'58"8 |
| 16      | Wilfried Wesch       | Germania Ovest   | 1:35'20"6 |
| 17      | Peter Marlow         | Gran Bretagna    | 1:35'38"8 |
| 18      | Charel Sowa          | Lussemburgo      | 1:36'23"8 |
| 19      | Goetz Klopfer        | Stati Uniti      | 1:38'33"6 |
| 20      | Hunde Toure          | Etiopia          | 1:43'11"6 |
| 21      | José Esteban Valle   | Nicaragua        | 1:45'09"4 |
| 22      | Ismael Avila         | Messico          | 1:45'45"4 |
| -       | Bernd Kannenberg     | Germania Ovest   | Rit.      |
| -       | Evgenij Ivčenko      | Unione Sovietica | NP        |